# Ivaňkovská vodní elektrárna
Ivaňkovská vodní elektrárna (rusky Иваньковская ГЭС ) je vodní dílo na řece Volze. Je součástí Volžsko-kamské kaskády.

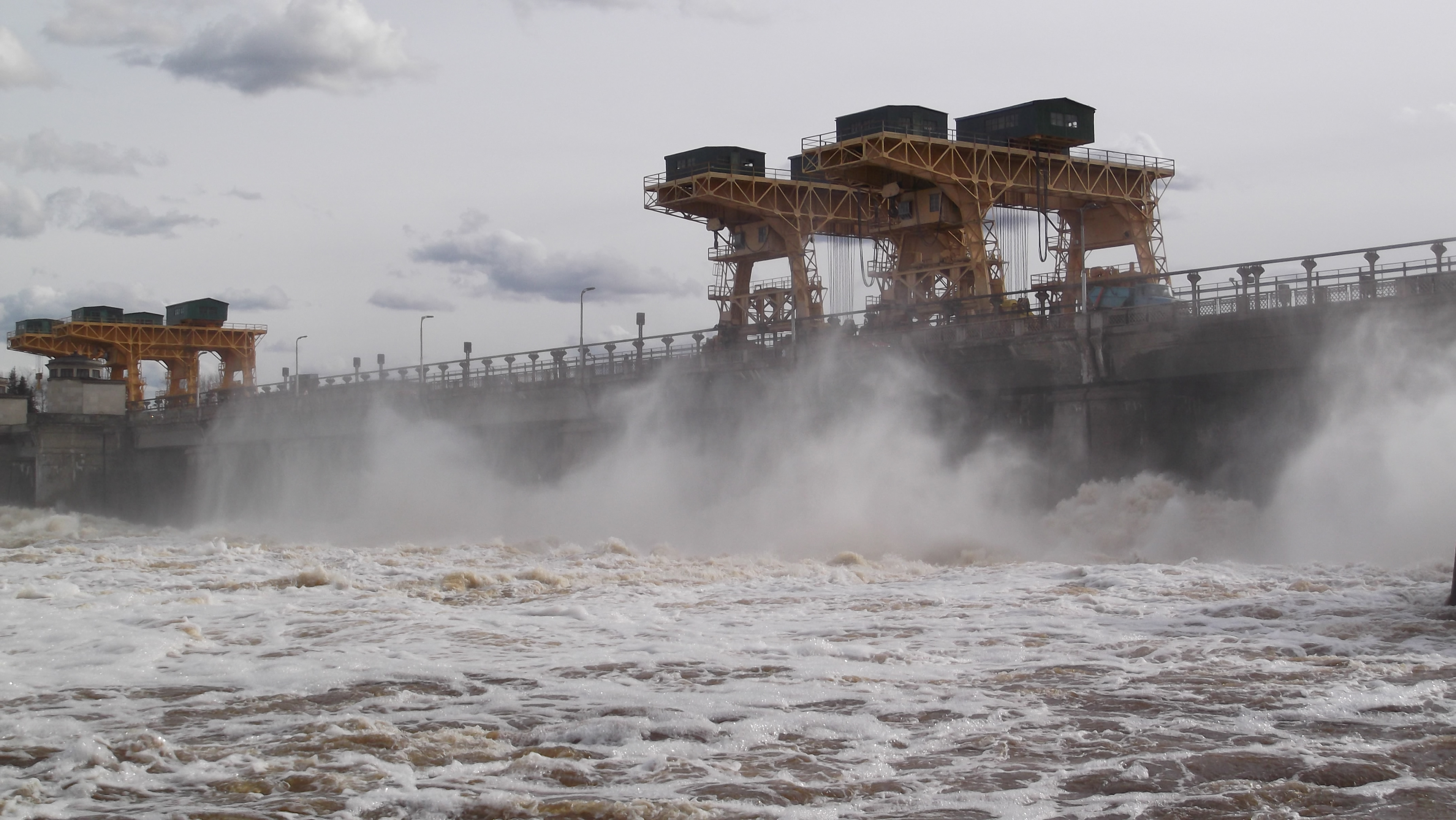
Přeliv povodně v roce 2009

## Všeobecné informace
Hlavní funkcí vodního díla je zásobování Moskevského průplavu, který spojuje řeky Volhu a Moskvu. Výroba elektřiny je druhotnou funkcí, přesto během své činnosti dodala elektrárna do sítě 10 miliard kWh elektrické energie.
Součástí vodního díla je zemní sypaná hráz o délce 300 m a maximální výšce 22,5 metrů, levobřežní přehrada o délce 9 135 m a maximální výšce 12 m, jednokomorové zdymadlo a přelivová betonová hráz o délce 204 m. Pro spád 13 m byly instalovány 2 horizontální Kaplanovy turbíny o hltnosti 135 m3 / s o celkovém výkonu 28,8 MW. Průměrná roční výroba je 119 miliónů kWh.

## Historie vodního díla
V roce 1931 bylo rozhodnuto o stavbě vodního díla a v září téhož roku začaly výkopové práce. První kubíky betonu byly položeny do dna suché jámy 23. srpna 1934. Plnění přehradního jezera bylo zahájeno 23. března 1937. První energoblok byl spuštěn v prosinci 1937, druhý v prosinci 1938.
10. října 1941 bylo rozhodnuto o demontáži a evakuaci zařízení vodních elektráren před příchodem fronty. Podařilo se demontovat pouze jednu turbínu a jeden generátor, naložit na člun a poslat po proudu Volhy. Po nouzovém vypouštění nádrže klesla hladina o dva metry a ledy se rozlámaly. Prostor zaplavený přehradním jezerem se stal neprůjezdný. Nakonec byla elektrárna podminována s očekáváním situace na frontě. Po oddálení fronty byla elektrárna opět zprovozněna v létě 1942.
Po letecké operaci Chastise, při které britské bombardéry poškodily přehrady v Porúří, byla vybudována silná protiletecká ochrana objektu.

## Současnost
Po 80 letech provozu je zařízení zastaralé a postupně modernizované. Od roku 2018 byly vyměněny generátorové systémy a transformátory a byl rekonstruován rozvaděč. Od roku 2016 se vyvíjí projekt modernizace Ivaňkovské elektrárny s předpokladem výměny soustrojí s navýšením výkonu na 36 MW a zvýšením roční výroby na 107 milionů kWh.